# Utekhol
Utekhol é uma vila no distrito de Raigarh, no estado indiano de Maharashtra.

## Demografia
Segundo o censo de 2001, Utekhol tinha uma população de 7286 habitantes. Os indivíduos do sexo masculino constituem 51% da população e os do sexo feminino 49%. Utekhol tem uma taxa de literacia de 74%, superior à média nacional de 59.5%: a literacia no sexo masculino é de 79% e no sexo feminino é de 69%. Em Utekhol, 14% da população está abaixo dos 6 anos de idade.